# Ignacio Escuín Borao
Ignacio Escuín Borao (Teruel, 1981) es un poeta, narrador, editor y crítico literario español. También es conocido como Nacho Escuín.

## Biografía
Licenciado en Filología Hispánica por la Universidad de Zaragoza y doctor en Teoría de la Literatura y Literatura Comparada (Universidad de Zaragoza), fundó y dirigió Eclipse. Revista literaria universitaria, para después crear y dirigir la editorial Eclipsados, con sede en Zaragoza y colecciones de poesía, narrativa y ensayo. Comentarista en medios como Turia, Eclipse, Voluntas o el suplemento «Artes y Letras» del Heraldo de Aragón, su obra ha aparecido en varias antologías de poesía y prosa. Es autor del ensayo La medida de lo posible: Fórmulas del nuevo realismo en la poesía española contemporánea (1990-2009), editado por el Servicio de publicaciones de la Universidad de Valladolid. Editó la poesía completa de José Ignacio Ciordia para Prensas Universitarias de Zaragoza (colección Larumbe).
Fue profesor de Literatura en la Universidad San Jorge, centro privado zaragozano donde dirigió el proyecto editorial Ediciones de la Universidad San Jorge y el Servicio de Actividades culturales. Participó en el documental Café Niké: Oficina Poética Internacional, junto a Francisco Bernal, Jara Boné, Indiana Caudillo y David H. Secorun.
De 2015 a 2019 fue director general de Cultura y Patrimonio del Departamento de Educación, Cultura y Deporte del Gobierno de Aragón. En 2019 la Intervención General del Gobierno de Aragón emitió un informe en el que ponía de manifiesto que la Dirección General de Cultura, en 2018, había generado el gasto de 1,2 millones de euros, correspondiente a 490 expedientes «sin crédito suficiente» y sin la preceptiva autorización.
En 2022 se encargó de la edición de La tierra y la nada. Una antología poética de la España despoblada; Ed. Bala Perdida, 2022), centrada en poetas procedentes de la España con problemas de despoblación.
Es cofundador de la Plataforma de Poetas por Teruel.

## Obra poética
- Profundidades (2005).
- Ejercicios Espirituales (2005).
- Pop (2006).
- Couleur (2007).
- Americana (2008).
- Habrá una vez un hombre libre (2010)
- El libro de Oriana (2012) (infantil), junto a David Guirao. La dama en llamas (2019) en su 3ª edición.
- El azul y lo lejano (2014).
- Huir verano (2014).
- 7:35 (2016).
- La mala raza (2019)
- "Nadar hasta la orilla" (2021)
- "Cover" (2024)